# لوئیک گوتیه
لوئیک گوتیه (فرانسوی: Loic Gautier‎؛ زادهٔ ۸ سپتامبر ۱۹۵۴) دوچرخه‌سوار اهل فرانسه است.